# Есента на шайените
„Есента на шайените“ (на английски: Cheyenne Autumn) е драма уестърн на режисьора Джон Форд, който излиза на екран през 1964 година, с участието на Ричард Уидмарк, Карол Бейкър, Карл Молдън и други.

## Сюжет
Внимание:  Текстът по-долу разкрива сюжета на произведението (или части от него)!
През 1878 г. вождовете Малкият вълк и Тъпият нож водят над триста гладни и уморени индианци от племето Шайени от техния резерват в територията на Оклахома до бившия им традиционен дом в Уайоминг. Правителството на САЩ вижда това като акт на бунт и симпатичният капитан Томас Арчър от американската армия е принуден да поведе войските си в опит да спре племето. Тъй като пресата погрешно представя мотивите и целите на местните за тяхното пътуване като злонамерени, министърът на вътрешните работи на САЩ Карл Шурц се опитва да предотврати избухването на насилие между армията и местните жители.

## В ролите
| Актьор            | Роля                           |
| ----------------- | ------------------------------ |
| Ричард Уидмарк    | Капитан Томас Арчър            |
| Карол Бейкър      | Дебора Райт                    |
| Карл Молдън       | Капитан Хенри У. Уесълс младши |
| Сал Минео         | Червената фланелка             |
| Долорес дел Рио   | Майката на Червената фланелка  |
| Рикардо Монталбан | Малкия вълк                    |
| Гилбърт Роланд    | Тъпият нож                     |
| Артър Кенеди      | Док Холидей                    |
| Патрик Уейн       | Втори лейтенант Скот           |
| Елизабет Алън     | Мис Плантагенет                |
| Джон Карадайн     | Джеф Блеър                     |
| Виктор Джори      | Високото дърво                 |
| Майк Мазурки      | Старши първи сержант Уичовски  |
| Джордж О'Брайън   | майор Брейдън                  |
| Кармен Д'Антонио  | Пеонката                       |
| Кен Къртис        | Джо                            |